# Alan García Pérez
Alan García Pérez (Lima, 23 de maig de 1949 – Lima, 17 d'abril de 2019) va ser un sociòleg i polític peruà, president del Perú entre 1985 i 1990 i entre 2006 i 2011. També fou membre de l'assemblea constituent (1978-79), diputat al Congrés (1980-85) i senador vitalici (1990-92). Des de l'any 1982 ocupà el càrrec de secretari general de l'Aliança Popular Revolucionària Americana (APRA).

## Biografia
Va estudiar a la Pontifícia Universitat Catòlica del Perú i després a la Universitat Nacional Major de Sant Marcos, obtenint la llicenciatura en dret 1971. El 1972 es va mudar a Europa i va assistir a la Universitat Complutense de Madrid on va realitzar cursos de doctorat en dret del 1972 al 1974, i a la Universitat de París on va realitzar cursos de doctorat en sociologia del 1974 al 1977, sense acabar cap dels dos doctorats. Després de viure uns anys a París, García va ser cridat pel fundador i llavors líder de l'Aliança Popular Revolucionària Americana (APRA), Víctor Raúl Haya de la Torre, per tornar a la vida política peruana el 1978, després que l'administració de Francisco Morales Bermúdez permetés la reorganització d'altres partits polítics i  el retorn al govern civil.

### Primer govern
Alan García, candidat de l'Aliança Popular Revolucionària Americana (APRA), va guanyar les eleccions generals peruanes de 1985 amb el 47% dels vots emesos davant del 21% del marxista Alfonso Barrantes Lingán d'Esquerra Unida. Com que la Constitució demanava que el president fos elegit pel 50% més un dels vots, s'havia de fer una segona volta electoral entre els dos candidats amb més alta votació, però Barrantes va retirar la seva candidatura i García fou declarat com a guanyador.
Fins al 1988 es va poder controlar la inflació però a partir d'aquell moment la depreciació de la moneda peruana es va descontrolar arribant a límits mai abans vists al país ni a la regió. La seva primera gestió de govern es va caracteritzar per la pitjor crisi econòmica en la Història del Perú amb recessió econòmica, descens del consum, retall de la despesa pública, suspensió de gran part del pagament del deute extern, devaluació de la moneda, i una insòlita hiperinflació, el retorn de la violència política de Sendero Luminoso i el Moviment Revolucionari Túpac Amaru, i per diversos actes de corrupció que implicaven a gent del règim que van repercutir en un gran descontentament social. El gener del 1991, es va tornar a adoptar el sol com a moneda (ara anomenat  nuevo sol, "nou sol"), a raó d'un milió d'intis per cada nou sol. Les diverses acusacions van provocar que el 1991 fos retirat temporalment del Senat per dur-li a terme una investigació.
L'oposició al govern va créixer significativament des de l'intent d´estatització de la banca, una mesura que va ser summament impopular i va disparar un enèrgic moviment de protesta de la dreta encapçalat per l'escriptor i periodista Mario Vargas Llosa, aquest moviment finalment evolucionaria en l'aliança política FREDEMO. El 10 de juny de 1990, Alberto Fujimori va derrotar Vargas Llosa en la segona volta de les eleccions generals peruanes de 1990 amb el 62,40% dels vots.

### Cop d'estat de Fujimori i exili a França
Després de ser investigat, la justícia peruana va decidir no jutjar-lo en descobrir que les proves que s'havien aixecat en contra eren falses. Va tornar a ser elegit secretari general de l'Aliança Popular Revolucionària Americana el 1991 però va abandonar el país 1992, exiliant-se a Colòmbia, després que un escamot de l'exèrcit peruà assaltés el seu habitatge amb l'ordre capturar-lo viu o mort després del cop d'Estat d'Alberto Fujimori.

### Retorn al Perú
A la caiguda del règim fujimorista, García va retornar al país per postular-se a les eleccions generals peruanes de 2001 però va ser derrotat per Alejandro Toledo en la segona volta electoral, per un estret marge i va ser el líder de l'oposició.

### Segon mandat
Va triomfar en les eleccions de 2006 en derrotar a Ollanta Humala (de la Unió pel Perú - UPP) en segona volta. El seu segon govern, s'ha caracteritzat a la data per alts índexs de corrupció i sujecció al capital estranger, diverses mesures d'austeritat fracassades, la reestructuració de les relacions diplomàtiques, l'inici de grans projectes econòmics, que van provocar inestabilitat social per les protestes de comunitats andines i amazòniques contra projectes extractius.
Lourdes Flores, Alejandro Toledo i Ollanta Humala encapçalaren l'oposició. Per a març de 2009, la seva segona gestió era aprovada aproximadament pel 24% de peruans, recuperant-se del seu nivell més baix, 19%, aconseguit al novembre de 2008. El 27 de juliol de 2006, Alan García va anunciar als integrants del seu primer Consell de Ministres, presidit per Jorge Del Castillo, íntim amic de García Pérez i Secretari General del Partit Aprista. Destaquen cinc dones, el més alt en la història peruana i un dels més alts a nivell d'Amèrica Llatina, a més de nombrosos independents i treballadors del règim toledista, mentre que solament set apristas integren el Consell. Amb la renúncia de Pilar Mazzetti el febrer de 2007, van quedar cinc dones i es va agregar un aprista al Gabinet.

### Darrers anys
Ollanta Humala guanyà les eleccions generals peruanes de 2011 i el succeí com a president.
El 2013 es va formar una megacomissió la qual va durar cinc anys per investigar les irregularitats del segon govern d'Alan García, amb el nacionalista Sergio Tejada com a titular. Vuit van ser els casos denunciats, dels quals van destacar els casos Col·legis Emblemàtics i Narcoindults. De dels vuit casos que va analitzar la megacomissió, en cap d'ells la comissió va poder continuar les investigacions contra l'expresident pel fet que aquest va presentar una acció d'empara contra la comissió al·legant la vulneració al degut procés. Com a conseqüència d'això, el Poder Judicial va anul·lar tot allò actuat respecte a García, impedint això la prossecució de la investigació.
A la primera volta de les eleccions generals peruanes de 2016 Alan García quedà cinquè amb el 5,85% de vots vàlids, el pitjor resultat en les quatre eleccions de primera volta fins aquell moment, i va dimitir com a líder de l'Aliança Popular Revolucionària Americana (APRA).
En novembre de 2018 la Justícia peruana li va prohibir sortir del Perú durant 18 mesos, després que la Fiscalia ampliés una investigació per suposats suborns pagats per la constructora brasilera Odebrecht.

## Suïcidi
Garcia va suïcidar-se el 17 d'abril de 2019 disparant-se un tret al cap quan la policia anava a detenir-lo perquè afrontés diverses acusacions de corrupció en l'Operació Lava Jato.